# Benillup
Benillup (en castillan et en valencien) est une commune d'Espagne de la province d'Alicante dans la Communauté valencienne. Elle est située dans la comarque du Comtat et dans la zone à prédominance linguistique valencienne.

## Géographie

Localisation de Benillup
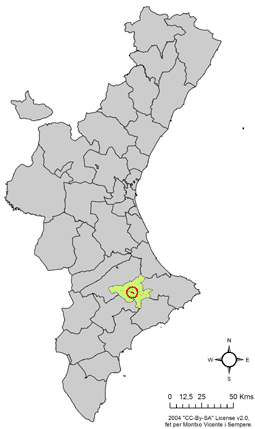
dans la Communauté valencienne.
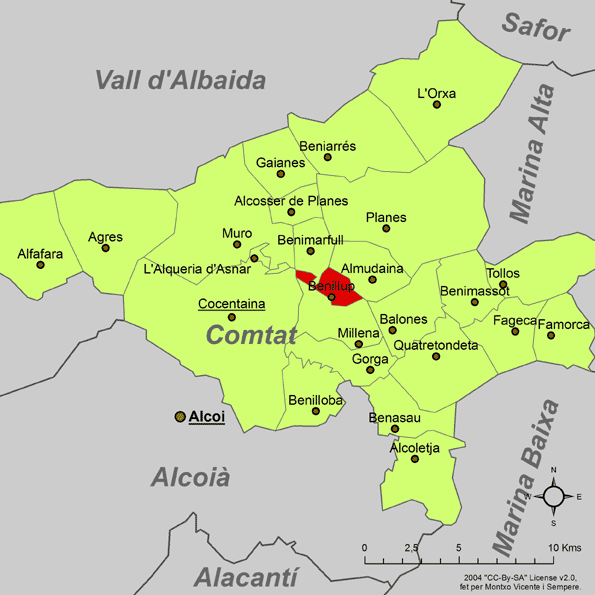
dans la comarque du Comtat.

### Localités limitrophes
Le territoire municipal de Benillup confronte ceux de Almudaina, Benimarfull, Cocentaina et Millena dans la comarque du Comtat.

## Histoire
Son toponyme, qui signifie Fils de Loup ou Fils du Loup, est dérivé de l'arabe Bani (Fils) et du nom propre masculin d'origine latine Lupus (Loup).
La localité, peuplée à l'origine de Musulmans, fut conquise par les Chrétiens vers le milieu du XIIIe siècle, mais elle resta un lieu presque entièrement peuplé de Morisques jusqu'à leur expulsion en 1609. Selon Escolano, Benillup qui appartenait alors aux Fenollar, une famille de chevaliers de la comarque d'Alcoià et comptait 37 familles, soit près de 150 habitants.
Pour surveiller cette population, le Patriarche Juan de Ribera y avait ordonné la création d'une rectorie de Morisques dès 1574. Elle servait à desservir la population du lieu ainsi que celle de la localité voisine de Benimarfull, qui ne fut érigée en paroisse indépendante qu'en 1663.
Après l'expulsion des Morisques, Benillup fut presque entièrement dépeuplé et laissé à l'abandon. Le 20 octobre 1612, Doña Eulalia Fenollar, veuve de Francisco Fenollar, de Penáguila, qui se réserve la pleine propriété des mûriers, octroie la première charte de repeuplement du lieu (9 familles) puis c'est Don Marco Marco Antonio Sisternes, à qui la seigneurie échoit entre-temps, qui en accorde une deuxième le 14 mai 1628 à la suite de l'échec du premier repeuplement (15 nouvelles familles). Dans les deux cas, les droits de seigneurie ne sont que fonciers (distinction entre le domaine directe et le domaine utile concédé aux tenanciers, généralement sous forme emphytéotique, moyennant le paiement d'un droit annuel, en espèces ou en nature) ; la juridiction de Benillup (droits de justice) relevant alors de Don Sancho Ruiz de Lauria ou de Lihouri, qui entre autres titres, a celui de seigneur de la vallée de Travadell ou Vallée de Gorga. La seigneurie de Benillup passe ensuite au Comte de Ròtova.

## Héraldique
Officiellement, depuis 2010, Benillup blasonne comme suit : Ecu rectangulaire à pointe arrondie (écu ibérique). Coupé mi parti en chef, d'argent à un loup passant de sable, lampassé et armé de gueules. Coupé mi-parti en pointe, d'or à quatre bandes de sable. Pour timbre, une couronne royale ouverte (Résolution du 4 mai 2010 du Conseiller à la Solidarité et à la Citoyenneté, publiée au Journal Officiel de la Communauté Valencienne, le 13 mai suivant, sous le numéro 6 266).
Le loup, dans la première partie de l'écu, fait référence au nom de la localité. La seconde partie de l'écu reproduit les armes de la famille Fenollar, seigneurs au début du XVIIe siècle du lieu, anciennement connu sous le nom de Benillup de Fenollar.

## Galerie

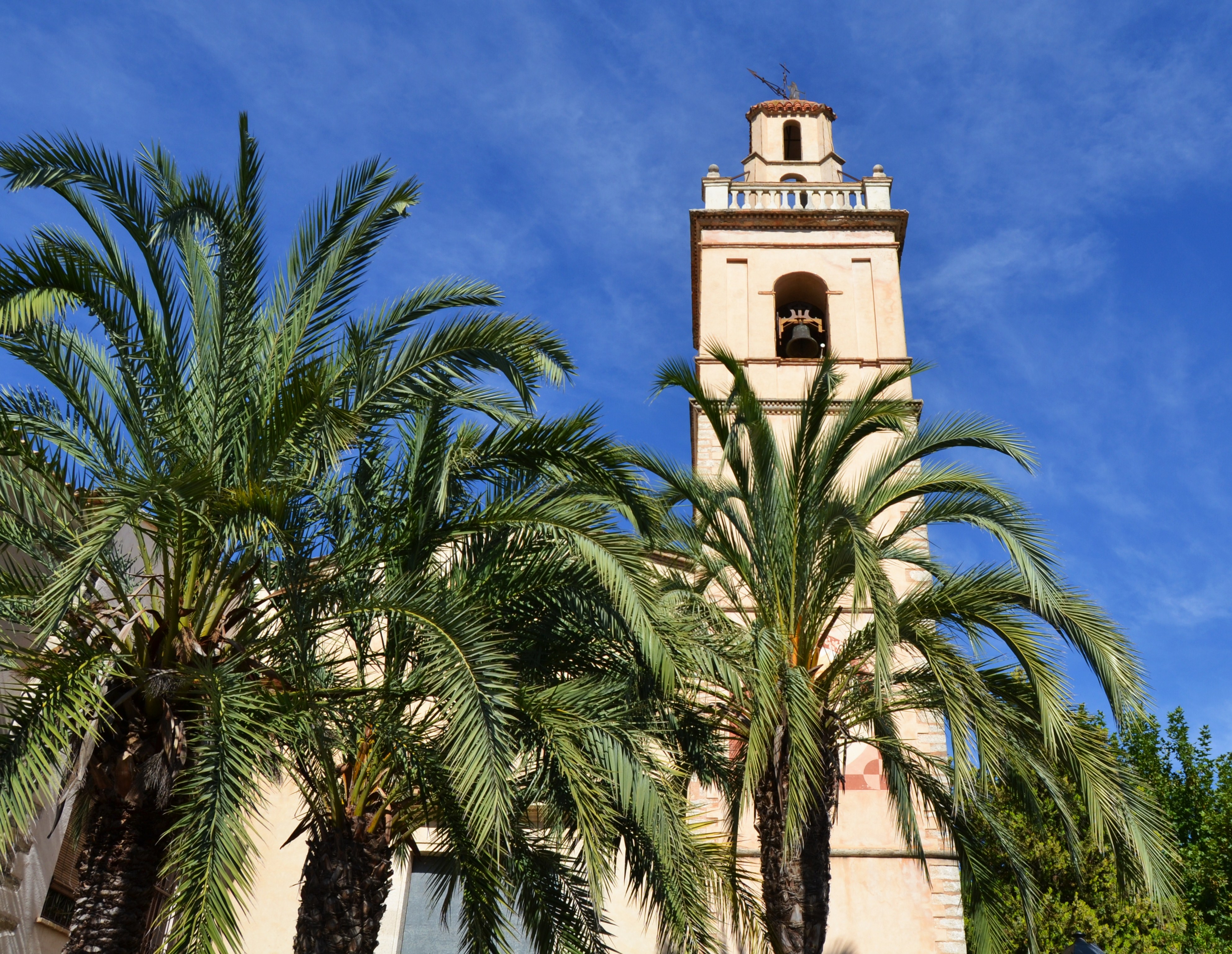
Église de la Mare de Déu del Roser de Benillup et les palmiers.
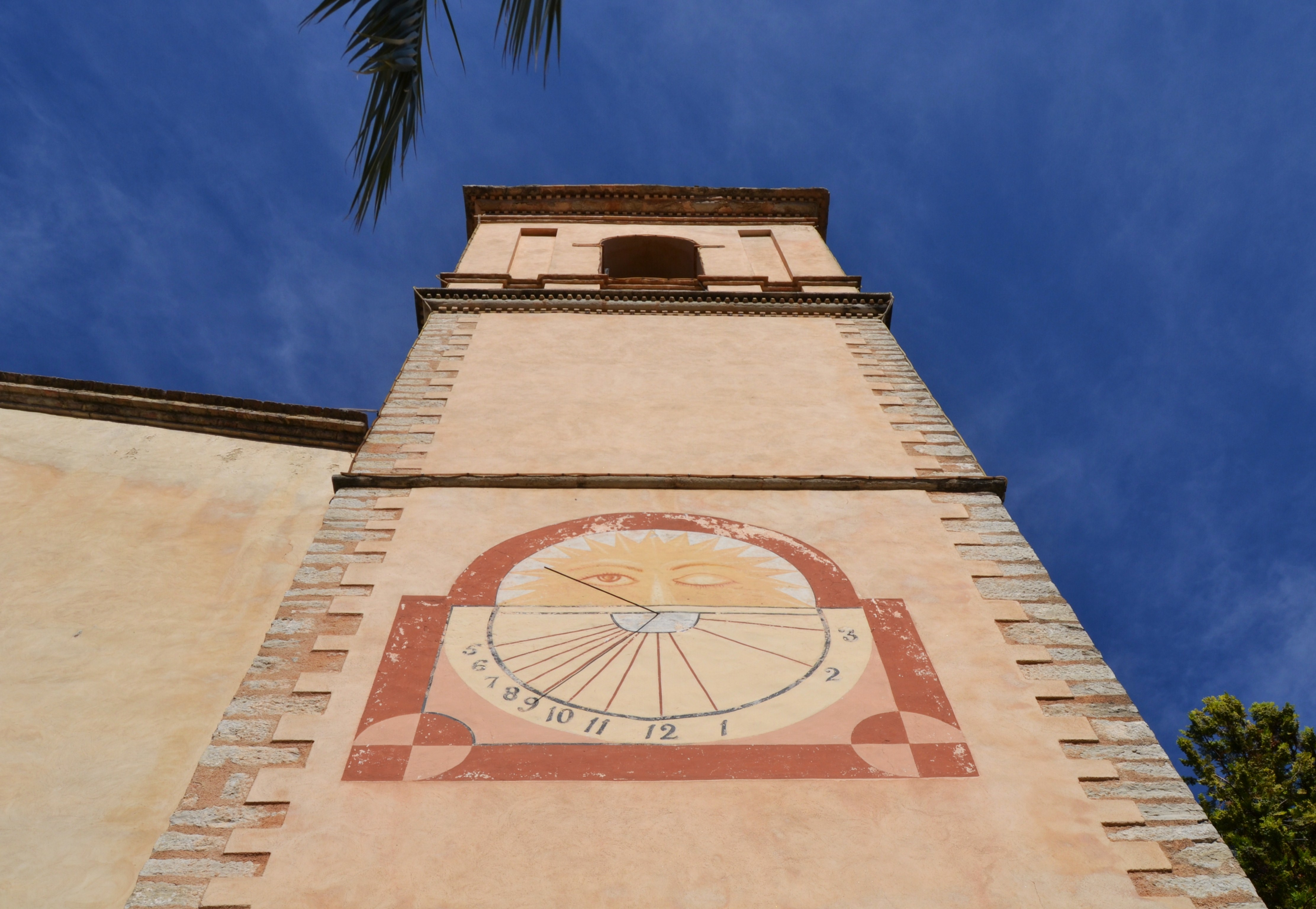
Clocher de l'église de Benillup.
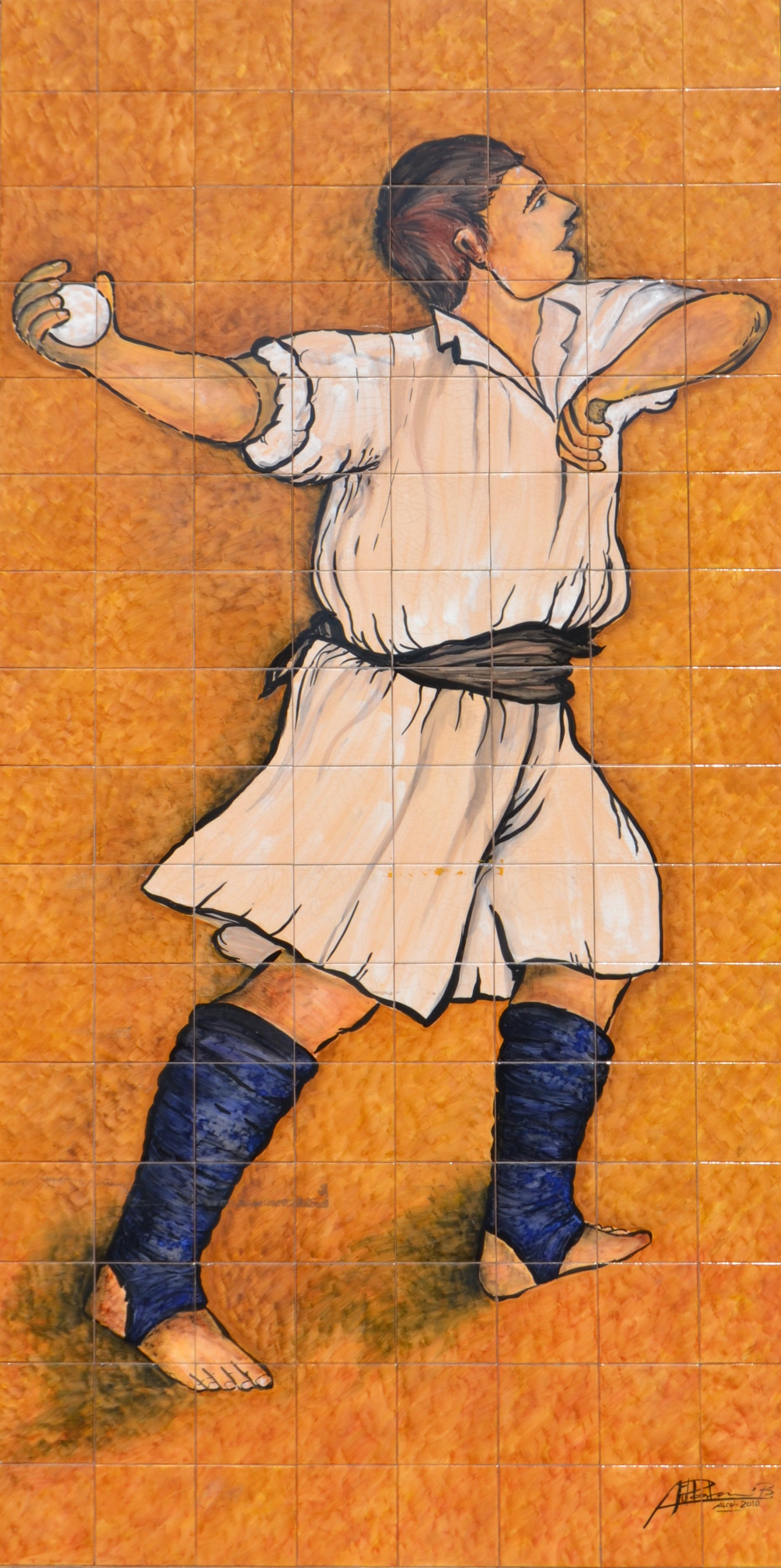
Joueur de pelote sur la mairie de Benillup.